# Skórzewo (województwo wielkopolskie)
Skórzewo  – wieś sołecka w Polsce położona w województwie wielkopolskim, w powiecie poznańskim, w gminie Dopiewo. Graniczy z Poznaniem.
Przez Skórzewo przepływa Skórzyna, a swoje źródło posiada tu Plewianka.
W latach 1975–1998 miejscowość położona była w województwie poznańskim.

## Zarys historyczny

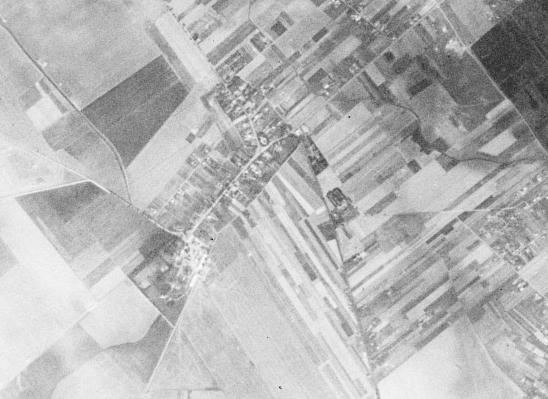
Skórzewo i okolice sfotografowane przez amerykańskiego satelitę wywiadowczego, 23 sierpnia 1965 r. W prawym górnym rogu, wzdłuż lasu, widoczna dzisiejsza ulica Malwowa w Poznaniu.

W latach 1400–1600 pojawiają się Gołuski i Skórzewo. W następnych 200 latach powstały folwarki: Gurowo, Pokrzywnica, Glinki, Polityka, Więckówko, Podłoziny, Podłozinki i Walerianowo. Przed rozbiorami głównymi ośrodkami osadnictwa były Konarzewo, Więckowice i Skórzewo. Dominowało Konarzewo. W XVI w. powstała tu parafia. W tym czasie wieś należała do Konarzewskich a od 1668 r. kolejno przechodziła w ręce: Ostaszewskich, Radomickich, Gurowskich, Działyńskich (tu w 1797 urodził się Tytus Działyński i tu zapoczątkował gromadzenie zbiorów bibliotecznych i pamiątek narodowych przeniesionych później do Kórnika), Dzieduszyckich i Czartoryskich. Do Konarzewa należały majątki i folwarki: Dopiewo, Dopiewiec, Glinki, Palędzie i Podłoziny o łącznym areale 2,5 tys. ha.
Drugim ośrodkiem były Więckowice; w skład tego majątku wchodziły: Drwęsa, Działy i Więckówko. Od XVIII w. kolejno władali nim: Zbijewscy, Bielińscy, Drwęscy, Turno, Mycielscy, Breza (ród, z którego wywodzi się pisarz Tadeusz Breza). Trzeci ośrodek – Skórzewo, z kościołem parafialnym, od XIV w. posiadali Drogosławice herbu Habdank, w XV w. – Skórzewscy (wówczas przy Skórzewie powstała nowa osada, tzw. Małe Skórzewo lub Skórzewko, która w XIX w. połączyła się przestrzennie z tzw. Wielkim Skórzewem), Zakrzewscy, Chłapowscy, Waligórscy, a po I wojnie światowej – Obrębowicze. W latach 1910–1929 proboszczem był tu ks. Stanisław Kozierowski, współorganizator powstania wielkopolskiego, jeden z założycieli Uniwersytetu Poznańskiego. W okresie zaborów tylko 3 majątki przeszły w ręce Niemców: Dąbrówka ze Zborowem, Trzcielin oraz Polityka.
W chwili obecnej mocno rozbudowana wieś z zanikającym rolnictwem indywidualnym, ze względu na sąsiedztwo Poznania nabiera charakteru wyłącznie mieszkalnego, aczkolwiek rozwija się tu też rzemiosło i drobny przemysł. Wieś jest dziś jedną z większych w Polsce pod względem populacji.
20 września 2018 na miejscowym cmentarzu arcybiskup Stanisław Gądecki odsłonił pomnik Dzieciom Nienarodzonym: Utraconym i Niechcianym.

## Infrastruktura
Na terenie Skórzewa znajduje się zabytkowy park podworski. Są też dwie szkoły podstawowe, ośrodek zdrowia, cmentarz oraz Galeria Mallwowa.

## Wspólnoty wyznaniowe
Na terenie Skórzewa znajduje się zabytkowy kościół pod wezwaniem św. Marcina i Wincentego.
W miejscowości znajduje się również Sala Królestwa trzech poznańskich zborów Świadków Jehowy.